# Eclectisch (muziek)
Eclectisch is een term die in de muziek wordt gebruikt om een stijl of benadering te beschrijven die elementen uit verschillende muziekgenres combineert. Het woord 'eclectisch' is afgeleid van het Oudgriekse eklektikos, dat "het beste uitkiezen" betekent. In dancemuziek wordt de term vaak toegepast door dj's en producers die verschillende muziekstijlen samensmelten tot een sound. Ook wordt het in de popmuziek regelmatig toegepast.

## Kenmerken
Eclectische muziek kan zich manifesteren in diverse vormen, zoals:
- Het combineren van elementen uit verschillende muziekgenres, zoals house, techno, hiphop, reggaeton, trap en R&B.
- Het variëren van ritmische patronen en melodieën om een dynamische en energieke sfeer te creëren.
- Het gebruik van sampling, remixing en cross-genre mashups om unieke composities te maken.
- De integratie van zowel elektronische als akoestische klanken om contrast en spanning op te bouwen.
- Het combineren van elementen uit verschillende muziekgenres, zoals jazz, rock, klassiek, elektronische muziek en wereldmuziek.
- Het variëren van ritmische patronen, melodieën en harmonieën uit diverse culturen.
- Het gebruik van onconventionele instrumentatie en productietechnieken.
- De integratie van zowel akoestische als elektronische klanken.

## Geschiedenis en ontwikkeling
Het eclectische karakter in muziek is door de eeuwen heen steeds aanwezig geweest. Componisten uit de barokperiode, zoals Johann Sebastian Bach, combineerden vaak verschillende nationale stijlen. In de 20e en 21e eeuw heeft de opkomst van technologische vooruitgang en globalisering de toegankelijkheid van diverse muziekstijlen vergroot, wat bijdraagt aan de verspreiding van eclectische muziek.
In de populaire popmuziek zijn er talloze artiesten die een eclectische stijl hanteren. David Bowie, Prince en Björk zijn voorbeelden van artiesten die verschillende stijlen en invloeden in hun muziek verwerkten. In de hedendaagse elektronische muziek en hiphop is eclecticisme ook prominent aanwezig, waarbij producers en artiesten elementen uit uiteenlopende stijlen samensmelten.
Eclectische invloeden in de dance-muziek zijn ontstaan met de opkomst van DJ-cultuur en elektronische productietechnieken. Al in de jaren ‘80 en ‘90 experimenteerden dj's als Grandmaster Flash en The Chemical Brothers met verschillende stijlen om een breed publiek te bereiken. In Nederland werd eclectic dance populair dankzij pioniers als Chuckie en DJ Jean, die verschillende invloeden in hun sets verwerkten.
Met de opkomst van festivals en streamingdiensten is eclectic dance steeds toegankelijker geworden voor een wereldwijd publiek. Hedendaagse artiesten en DJ’s combineren vaak stijlen als moombahton, afro house en future bass om een vernieuwende en dansbare sound te creëren.

## Invloed en impact
Eclectische dance-muziek heeft een grote invloed gehad op clubcultuur en festivalervaringen. Door het mengen van stijlen ontstaat er een dynamische sfeer die verschillende doelgroepen aanspreekt. Dankzij digitale platforms en dj-software is het eenvoudiger geworden om stijlen te combineren en te experimenteren met nieuwe sounds.

## Eclectische dance-artiesten
- Joris Voorn
- Röyksopp
- Martin Garrix
- Skrillex
- Paul Oakenfold
- Bob Sinclar
- Grandmaster Flash

## Eclectische pop/rock-artiesten
- David Bowie
- Björk
- Prince
- DJ Jean
- Frank Zappa
- Radiohead
- The Beatles
- Gorillaz
- Sade

## Bekende Nederlandse radioprogramma's met (deels) eclectische muziek
- A State of Trance (dance)
- Clublife by Tiësto (dance)
- The X Vibe (dance)
- Blokhuis (pop)
- Kinkstart (rock)